# Jeroen Duyster
Jeroen Tarquinis Cornelis Duyster (Amsterdam, 27 agosto 1966) è un ex canottiere olandese.

## Palmarès

### Olimpiadi
- 1 medaglia:
  - 1 oro (Atlanta 1996 nell'otto)